# Karel Janoušek
 (juillet 2015).
Si vous disposez d'ouvrages ou d'articles de référence ou si vous connaissez des sites web de qualité traitant du thème abordé ici, merci de compléter l'article en donnant les références utiles à sa vérifiabilité et en les liant à la section « Notes et références ».
Karel Janousek, né le 30 octobre 1893 à Prerau et mort le 27 octobre 1971 à Prague, est un militaire tchécoslovaque.
Le groupe de Power metal suédois Sabaton lui rend hommage dans sa chanson Far from the fame.

## Carrière
Durant la Première Guerre mondiale il combattit dans les rangs des Légions tchécoslovaques en Russie.
Rejoignant la nouvellement formée armée tchécoslovaque après la guerre, il monta en grade dans l'armée de l'air après avoir été formé comme pilote.
Durant la Seconde Guerre mondiale, il prit part à la résistance de son pays à l'occupation nazie. Il s'enfuit ensuite en France, puis en Angleterre, où il participa à l'organisation de forces aériennes tchécoslovaques au sein de la Royal Air Force. Les britanniques lui octroyèrent le grade d'Air Marshal.
Après la guerre, il servit dans l'armée de l'air de son pays.
27 OCTOBRE - 1971
Décès de Karel Janousek
Karel Janoušek était un aviateur tchèque héroïque qui a joué un rôle majeur dans la bataille d'Angleterre, avant d'être emprisonné dans son propre pays après la guerre.
Karel Janoušek est l'une des figures les plus tragiques de la Seconde Guerre mondiale . C'était un aviateur tchèque héroïque qui a joué un rôle majeur dans la bataille cruciale d'Angleterre , avant d'être emprisonné dans son propre pays après la guerre.
L'histoire de Karel Janousek:
Karel Janousek est né le 30 octobre 1893 à Prêrov , en Moravie-Silésie – les domaines tchèques de l'ancien Empire austro-hongrois . Issu d'une famille nombreuse, Janousek se prépare à un avenir de commis et étudie dans une école de commerce allemande lorsque l'Empire déclare la guerre à la Serbie en juillet 1914 et que la Première Guerre mondiale éclate.
Avec des batailles majeures entre les armées austro-hongroises et russes qui ravagent bientôt le front de l'Est , transformant les champs de Galice en un cimetière pour des centaines de milliers de jeunes hommes, l'effort de guerre de l'empire est sur le point de s'effondrer. Ayant désespérément besoin de nouvelles recrues pour renforcer les rangs, Karel Janousek fut enrôlé dans l'armée en juin 1915. Après avoir terminé sa formation dans le 57th Imperial Royal Landwehr Regiment , il fut renvoyé du front de l'Est vers le front italien nouvellement ouvert . C'était à cause de son héritage tchèque.